# Клещёво (Тверская область)
Клещёво — деревня в Конаковском районе Тверской области России. Входит в состав Козловского сельского поселения.
Находится на федеральной автотрассе А111, на территории заповедника Завидово. В деревне три улицы: Гольяновка, 2-я Гольяновка, Центральная.
В 1852 году принадлежала Дмитрию Фёдоровичу Леонтьеву и состояла из 6 дворов, где проживало 69 человек, в 1859 году — 9 дворов с 86 жителями, в 1913 году — 30 дворов.

## Население
| 2008 | 2010 |
| ---- | ---- |
| 35   | ↘12  |